# Victor Cup 1979
Der Victor Cup 1979 im Badminton fand Ende 1979 in Solingen statt. Es war die erste Auflage dieser Veranstaltung.

## Medaillengewinner
| Disziplin    | Gold                            | Silber                           | Bronze                                   |
| ------------ | ------------------------------- | -------------------------------- | ---------------------------------------- |
| Herreneinzel | Michael Schnaase                | Karl-Heinz Zwiebler              | Ulrich Rost                              |
| Herreneinzel | Michael Schnaase                | Karl-Heinz Zwiebler              | Hans Werner Niesner                      |
| Dameneinzel  | Sally Leadbeater                | Heidi Krickhaus                  | Marlies Rixen                            |
| Dameneinzel  | Sally Leadbeater                | Heidi Krickhaus                  | Kirsten Schmieder                        |
| Herrendoppel | Duncan Bridge Tim Stokes        | Gerhard Kucki Karl-Heinz Garbers | Brian Wallwork Andy Goode                |
| Herrendoppel | Duncan Bridge Tim Stokes        | Gerhard Kucki Karl-Heinz Garbers | Axel Rosenow Olaf Rosenow                |
| Damendoppel  | Kathleen Redhead Gillian Martin | Gillian Clark Sally Leadbeater   | Karin Kucki Antonie Schwabe              |
| Damendoppel  | Kathleen Redhead Gillian Martin | Gillian Clark Sally Leadbeater   | Marie-Luise Schulta-Jansen Ingrid Morsch |
| Mixed        | Tim Stokes Kathleen Redhead     | Duncan Bridge Gillian Martin     | Olaf Rosenow Jutta Rosenow               |
| Mixed        | Tim Stokes Kathleen Redhead     | Duncan Bridge Gillian Martin     | Gerhard Kucki Karin Kucki                |